# Eivormige waterbies
Eivormige waterbies (Eleocharis ovata) is een eenjarige waterbies uit de cypergrassenfamilie (Cyperaceae). Ze komt voor in de gematigde en koude streken van het noordelijk halfrond. De plant is vrij zeldzaam in Europa en zeer zeldzaam in België en Nederland.
De maximaal 30 cm grote plant vormt polletjes en heeft geen uitlopers, de onderste bladscheden zijn iets schuin afgesneden en paarsrood. De dunne ronde, soms iets afgeplatte, stengels zijn fijn gestreept en dragen bolvormig-eironde aren van 3-8 mm groot die ieder twintig tot dertig tweeslachtige bloempjes bevatten. De bloemen hebben twee stempels. De bloeitijd is van juni tot in de herfst. De glanzende nootjes zijn 1 mm groot en aan twee kanten afgeplat, ze zijn scherp gekield en wit of geelachtig. 
Eivormige waterbies groeit in een matig voedselarme vochtige omgeving. Het is een pioniersoort op open, zonnige en kale, modderige en 's winters overstroomde zand-, leem- en kleigrond. Ze komt voor op slikkige strandjes langs rivieren en beken, in verslempte akkerranden, in kiezelgroeven en langs visvijvers.
De eerste vondst in Nederland was aan de Waaloever bij Weurt en dateert uit 1848. Recente meldingen zijn van na 2010. De plant is sindsdien gevonden op meerdere plaatsen, met name in het zuidelijk deel van het land en ook weer langs de Waal.
De soort is nog niet beoordeeld voor de Rode Lijst van de IUCN. Op de Nederlandse Rode lijst (planten) van 2004 is de eivormige waterbies opgenomen als zeer zeldzaam. Op de Belgische Rode Lijst (2006) geldt hij als zeldzaam (zeer zeldzaam).
... · 
E. acicularis (naaldwaterbies) · 
E. dulcis (Chinese waterkastanje) · 
E. multicaulis (veelstengelige waterbies) · 
E. ovata (eivormige waterbies) · 
E. palustris (gewone waterbies) · 
E. quinqueflora (armbloemige waterbies) · 
E. uniglumis (slanke waterbies) · 
...